# Swiss Open Gstaad 2016
Swiss Open Gstaad 2016, oficiálně se jménem sponzora J. Safra Sarasin Swiss Open Gstaad 2016, byl tenisový turnaj pořádaný jako součást mužského okruhu ATP World Tour, který se hrál na otevřených antukových dvorcích s centrální arénou Roye Emersona. Probíhal mezi 18. až 24. červencem 2016 ve švýcarském Gstaadu jako čtyřicátý devátý ročník turnaje.
Turnaj s rozpočtem 520 070 eur patřil do kategorie ATP World Tour 250. Nejvýše nasazeným hráčem ve dvouhře se stal dvacátý tenista světa Feliciano López ze Španělska. Jako poslední přímý účastník do hlavní singlové soutěže nastoupil 134. slovenský hráč žebříčku Jozef Kovalík.
Premiérovou antukovou trofej z dvouhry okruhu ATP Tour si připsal 34letý Španěl Feliciano López. Druhou společnou trofej vybojoval chilsko-argentinský pár Julio Peralta a Horacio Zeballos.

## Rozdělení bodů a finančních odměn

### Rozdělení bodů
| Soutěž  | vítězové | finalisté | semifinalisté | čtvrtfinalisté | 16 v kole | 32 v kole | Q  | Q3 | Q2 | Q1 |
| ------- | -------- | --------- | ------------- | -------------- | --------- | --------- | -- | -- | -- | -- |
| dvouhra | 250      | 150       | 90            | 45             | 20        | 0         | 12 | 6  | 0  | 0  |
| čtyřhra | 250      | 150       | 90            | 45             | 0         | —         | —  | —  | —  | —  |

### Finanční odměny
| Soutěž                              | vítězové | finalisté | semifinalisté | čtvrtfinalisté | 16 v kole | 32 v kole | Q3     | Q2     | Q1 |
| ----------------------------------- | -------- | --------- | ------------- | -------------- | --------- | --------- | ------ | ------ | -- |
| dvouhra                             | €82 450  | €43 430   | €23 525       | €13 400        | €7 900    | €4 680    | €2 105 | €1 055 | —  |
| čtyřhra                             | €25 070  | €13 170   | €7 140        | €4 080         | €2 390    | —         | —      | —      | —  |
| částka ve čtyřhře je uvedena na pár |          |           |               |                |           |           |        |        |    |

## Mužská dvouhra

### Nasazení
| Stát                             | Hráč                 | ATP | Nasazení |
| -------------------------------- | -------------------- | --- | -------- |
| Španělsko                        | Feliciano López      | 20. | 1.       |
| Francie                          | Gilles Simon         | 28. | 2.       |
| Španělsko                        | Albert Ramos-Viñolas | 35. | 3.       |
| Brazílie                         | Thomaz Bellucci      | 49. | 4.       |
| Argentina                        | Guido Pella          | 51. | 5.       |
| Španělsko                        | Fernando Verdasco    | 59. | 6.       |
| Rusko                            | Michail Južnyj       | 63. | 7.       |
| Francie                          | Paul-Henri Mathieu   | 66. | 8.       |
| Žebříček ATP k 11. červenci 2016 |                      |     |          |

### Jiné formy účasti
Následující hráči obdrželi divokou kartu do hlavní soutěže:
- Antoine Bellier
- Henri Laaksonen
- Johan Nikles

Následující hráči postoupili z kvalifikace::
- Tristan Lamasine
- Yann Marti
- Jan Mertl
- Thiago Monteiro

Následující hráč postoupil z kvalifikace jako tzv. šťastný poražený:
- Agustín Velotti[1]

### Odhlášení
před zahájením turnaje
- Santiago Giraldo → nahradil jej Marco Chiudinelli
- Fernando Verdasco[1] → nahradil jej Agustín Velotti

### Skrečování
- Denis Istomin (poranění zad)[1]

## Mužská čtyřhra

### Nasazení
| Stát                                                                        | Hráč           | Stát        | Hráč             | ATP  | Nasazení |
| --------------------------------------------------------------------------- | -------------- | ----------- | ---------------- | ---- | -------- |
| Chorvatsko                                                                  | Mate Pavić     | Nový Zéland | Michael Venus    | 77.  | 1.       |
| Pákistán                                                                    | Ajsám Kúreší   | Brazílie    | André Sá         | 94.  | 2.       |
| Spojené království                                                          | Dominic Inglot | Uzbekistán  | Denis Istomin    | 130. | 3.       |
| Chile                                                                       | Julio Peralta  | Argentina   | Horacio Zeballos | 137. | 4.       |
| Žebříček ATP k 11. červenci 2016; číslo je součtem umístění obou členů páru |                |             |                  |      |          |

### Jiné formy účasti
Následující páry obdržely divokou kartu do hlavní soutěže:
- Andre Begemann /  Robin Haase
- Antoine Bellier /  Henri Laaksonen

## Přehled finále

### Mužská dvouhra
- Feliciano López vs.  Robin Haase, 6–4, 7–5

### Mužská čtyřhra
- Julio Peralta /  Horacio Zeballos vs.  Mate Pavić /  Michael Venus, 7–6(7–2), 6–2